# Kënga Magjike 2015
Kënga Magjike 2015 var den 17:e upplagan av den albanska musiktävlingen Kënga Magjike. Dess första fas, låtpresentationerna, inleddes söndagen 20 september 2015 och hölls varje söndag i 11 veckor. Totalt deltog 55 artister i detta års upplaga där 20 tog sig till den livesända finalen. Tävlingen vanns av sångerskan Aurela Gaçe med låten "Akoma jo".
Programmet leddes av Ardit Gjebrea och i semifinalen och finalen tillsammans med Almeda Abazi. Bidrag till tävlingen kunde skickas in mellan 2 och 3 september 2015 och totalt kom 55 låtar att framföras i tävlingen. Tävlingens två semifinaler hölls 3-4 december 2015 med final 5 december i Pallati i Kongreseve. För första gången på över 10 år kom de tävlande bidragen i detta års semifinaler och final att framföras med sång live och inte playback.

## Deltagare
Följande artister presenterade sina bidrag vid "E diela Shqiptare" och kunde komma att delta i tävlingens livesända semifinaler. Färgmarkerade artister tog sig till finalen.
| Vecka 1 – 20 september 2015 |                                 |                            |
| 1                           | Kentina Shehaj                  | "Parajsa mëkatarëve"       |
| 2                           | Elida Kryeziu                   | "Ku je ti"                 |
| 3                           | Franc Koruni                    | "Kjo jetë të jetë"         |
| 4                           | B2N & Oreta Leka                | "Don Zhuan"                |
| 5                           | Aslaidon Zaimaj                 | "Më jep fajin"             |
| Vecka 2 – 27 september 2015 |                                 |                            |
| 6                           | Semi Jaupaj                     | "Veç lotët"                |
| 7                           | Valon Shehu                     | "Si në ditë të parë"       |
| 8                           | Kastro Zizo                     | "A kam unë ego"            |
| 9                           | Damiana Shtylla                 | "Pa fund"                  |
| 10                          | Revolt Klan                     | "Rrijna na"                |
| Vecka 3 – 4 oktober 2015    |                                 |                            |
| 11                          | Egzona Ademi                    | "Krahët ti ndjëj"          |
| 12                          | Elson Braha                     | "Më mu a vjen"             |
| 13                          | Mateus Frroku                   | "Më ke lëne kujtime"       |
| 14                          | Ketlin Pjalmi                   | "Zemrën lema ngat"         |
| 15                          | Shpat Kasapi                    | "Pa shpirt"                |
| Vecka 4 – 11 oktober 2015   |                                 |                            |
| 16                          | Sardi                           | "Nuk harroj"               |
| 17                          | Anaidi                          | "Zemrën ta du"             |
| 18                          | Lind Islami & Venera Lumani     | "Zemër në katror"          |
| 19                          | Xhustino Hasani                 | "Gjithmonë"                |
| 20                          | Altin Goçi                      | "Fjalë në ajër"            |
| Vecka 5 – 18 oktober 2015   |                                 |                            |
| 21                          | Klejdi & Gerta Mahmutaj         | "Eja tek unë"              |
| 22                          | Manuel Moscati                  | "Ti mos u ndal"            |
| 23                          | Renis Gjoka                     | "Nuk ka si ti"             |
| 24                          | Arinda Gjoni                    | "Mekatarët nuk ndryshojnë" |
| 25                          | Rinor Durmishaj                 | "Ti nuk e di"              |
| Vecka 6 – 25 oktober 2015   |                                 |                            |
| 26                          | Mariza Ikonomi & Klea           | "Pikë loti"                |
| 27                          | Erik Lloshi & Anxhela Peristeri | "T'kam bërë të qash"       |
| 28                          | Ardit Çuni                      | "Më zemër"                 |
| 29                          | Gentian Deda                    | "Ëngjëll je ti"            |
| 30                          | Driselda Kanina                 | "Zemrën ma grisë"          |
| Vecka 7 – 1 november 2015   |                                 |                            |
| 31                          | Alex                            | "Zemrës që s'më do"        |
| 32                          | Xhesika Polo                    | "Fati jemi në"             |
| 33                          | Alar Band                       | "Për ty e jap Free"        |
| 34                          | Vigan Shehu                     | "A thu ti kush je"         |
| 35                          | Albërie Hadërgjonaj             | "Më dorën shtrirë"         |
| Vecka 8 – 8 november 2015   |                                 |                            |
| 36                          | Blerta Gaçe                     | "Habibi"                   |
| 37                          | Endri Prifti                    | "Kënga e fundit"           |
| 38                          | Jon Aliraj                      | "Në kërkim të ëndrrave"    |
| 39                          | Jozefina Simoni                 | "Nata e bardhë"            |
| 40                          | Stine                           | "Çifti simpatik"           |
| Vecka 9 – 15 november 2015  |                                 |                            |
| 41                          | Flori Mumajesi                  | "Më fjalë të vogla"        |
| 42                          | Klajdi Haruni                   | "O bo bo"                  |
| 43                          | The Curlies                     | "Ai që do"                 |
| 44                          | Floriana Rexhepi                | "Një milion arsye"         |
| 45                          | Filloreta Raçi                  | "Qysh"                     |
| Vecka 10 – 22 november 2015 |                                 |                            |
| 46                          | Ergi Dini                       | "Pa frymë"                 |
| 47                          | Armela & Ardita Tusha           | "Asaj"                     |
| 48                          | Arm                             | "Hajde sonte"              |
| 49                          | Stresi                          | "Mos ma luni gocën"        |
| 50                          | Aurela Gaçe                     | "Akoma jo"                 |
| Vecka 11 – 29 november 2015 |                                 |                            |
| 51                          | Janex Trio                      | "Kok e kom"                |
| 52                          | Bledi US                        | "Romeo"                    |
| 53                          | Burn                            | "Ti nuk di diçka"          |
| 54                          | Juliana Pasha                   | "Vullkan"                  |
| 55                          | Bruno                           | "Dëhur"                    |

## Final
Finalen hölls lördagen den 5 december 2015 i Pallati i Kongreseve i Tirana. Värd för finalen var Ardit Gjebrea tillsammans med den albansk-turkiska modellen Almeda Abazi. Finalen vanns för andra året i rad av Aurela Gaçe, denna gång med låten "Akoma jo" som producerats av Adrian Hila. Tvåa slutade Endri Prifti med "Kënga e fundit" och trea kom Juliana Pasha med "Vullkan".

### Huvudpriset
45 artister framförde sina bidrag i semifinalerna och kom därmed att delta i omröstningen om huvudpriset. Röstningssystemet går ut på att deltagarna röstar på varandras bidrag där man ger poäng i skalan 1-30 poäng. Bidraget med flest poäng vinner tävlingen. Nedan listas deltagarna efter antal poäng (inom parentes) i skalan högst till lägst antal poäng.
| 1. Aurela Gaçe (1070) 2. Endri Prifti (919) 3. Juliana Pasha (918) 4. Albërie Hadërgjonaj (824) 5. Flori Mumajesi (746) 6. Erik Lloshi & Anxhela Peristeri (535) 7. Klejti & Gerta Mahmutaj (484) 8. Xhesika Polo (484) 9. Renis Gjoka (473) 10. Venera Lumani & Lind Islami (467) 11. Mariza Ikonomi & Klea (454) 12. Stine (423) 13. Mateus Frroku (413) 14. Revolt Klan (405) 15. Alar Band (402) 16. Stresi (390) 17. Semi Jaupaj (385) 18. Shpat Kasapi (371) 19. Altin Goçi (367) 20. Egzona Ademi (341) 21. Blerta Gaçe (311) 22. Ergi Dini (270) 23. Bruno (266) | 23. Klajdi Haruni (266) 25. Burn (256) 26. Ardit Çuni (246) 26. Kastro Zizo (246) 28. Jozefina Simoni (234) 29. Sardi (233) 30. The Curlies (229) 31. Valon Shehu (219) 32. Floriana Rexhepi (138) 33. Janex Trio (131) 34. Arinda Gjoni (129) 35. Driselda Kanina (125) 36. Alex (121) 36. B2N ft. Oreta (121) 38. Elson Braha (114) 39. Filloreta Raçi (90) 40. Manuel Moscati (87) 41. Ketlin Pjalmi (72) 42. Franc Koruni (56) 43. Elida Kryeziu (54) 44. Bledi U.S. (52) 45. Rinor Durmishaj (47) |

### Övriga priser
| Artist                          | Låt                  | Plats | Poäng | Pris                                   |
| ------------------------------- | -------------------- | ----- | ----- | -------------------------------------- |
| Mariza Ikonomi & Klea           | "Pikë loti"          | 11    | 454   | Çmimi i TV Klan                        |
| Renis Gjoka                     | "Dashuria ime ti"    | 9     | 473   | Çmimi Telekom Albania                  |
| Janex Trio                      | "Kok e kom"          | 33    | 131   | Çmimi Magjia e parë                    |
| Venera Lumani & Lind Islami     | "Zemër në katror"    | 10    | 467   | Çmimi Artisti i ri më i mirë           |
| Revolt Klan                     | "Rrijna na"          | 14    | 405   | Çmimi Kënga stil                       |
| Stresi                          | "Mos ma luni gocen"  | 16    | 390   | Çmimi Kënga më e mirë Hip-hop          |
| Altin Goçi                      | "Fjalë në ajër"      | 19    | 367   | Çmimi Kënga më e mirë Rock             |
| Shpat Kasapi                    | "Pa shpirt"          | 18    | 371   | Çmimi i RTV21                          |
| Endri Prifti                    | "Kënga e fundit"     | 2     | 919   | Çmimi Kantautori më i mirë             |
| Erik Lloshi & Anxhela Peristeri | "T'kam bërë të qash" | 6     | 535   | Çmimi Dueti më e mirë                  |
| Semi Jaupaj                     | "Veç lotet"          | 17    | 385   | Çmimi Tendencë                         |
| Klejdi & Gerta Mahmutaj         | "Eja tek unë"        | 7     | 484   | Çmimi Balada më e mirë                 |
| Flori Mumajesi                  | "Më fjalë të vogla"  | 5     | 746   | Çmimi Artisti më i klikuar në Internet |
| Stine                           | "Çifti simpatik"     | 12    | 423   | Çmimi diskografike                     |
| Aurela Gaçe                     | "Akoma jo"           | 1     | 1070  | Çmimi interpretimi më i mirë           |
| Albërie Hadërgjonaj             | "Më dorën shtrirë"   | 4     | 824   | Çmimi i Kritikës                       |
| Juliana Pasha                   | "Vullkan"            | 3     | 918   | Çmimi Vokali më i mirë                 |
| Alar Band                       | "Për ty e jap Free"  | 15    | 402   | Çmimi Best Group                       |
| Xhesika Polo                    | "Fati jemi je"       | 7     | 484   | Çmimi i Produksionit                   |
| Mateus Frroku                   | "Më ke lenë kujtime" | 13    | 413   | Çmimi Çesk Zadeja                      |